# Фаркашевац
Фаркашевац (на хърватски: Farkaševac) е община в Загребска жупания, Хърватия. Според преброяването от 2011 г. има 1937 жители, 93% от които са хървати.